# Боґуславкі-Дуже
Боґуславкі-Дуже (пол. Bogusławki Duże) — село в Польщі, у гміні Рава-Мазовецька Равського повіту Лодзинського воєводства.
Населення — 105 осіб (2011).
У 1975-1998 роках село належало до Скерневицького воєводства.

## Демографія
Демографічна структура станом на 31 березня 2011 року:
|          | Загалом | Допрацездатний вік | Працездатний вік | Постпрацездатний вік |
| -------- | ------- | ------------------ | ---------------- | -------------------- |
| Чоловіки | 59      | 14                 | 41               | 4                    |
| Жінки    | 46      | 12                 | 24               | 10                   |
| Разом    | 105     | 26                 | 65               | 14                   |